# Peștera Sinesie, Căprioara
Peștera se situează în Munții Poiana Ruscă, carstul Căprioara. Galeria principală se desfășoară pe malul stâng al Mureșului, mai exact pe bazinul Văii Căpriorișca. În interiorul „Peșterii Sinesie” au fost semnalate descoperirea a câtorva fragmente ceramice, ce se datează în prima epocă a fierului, fără a exista alte precizări.

## Istoric
Din anul 2008 Colectiv de cercetare: George Pascu Hurezan – responsabil, Victor Sava, Florin Mărginean (Complexul Muzeal Arad) și-au pus ca obiective cercetarea și recuperarea materialului arheologic, identificarea și înregistrarea contextelor arheologice afectate de amenajări, în special instalarea porții, înregistrarea și recuperarea descoperirilor.Rezultate: Cercetarea de față a avut în vedere recuperarea tuturor informațiilor și contextelor arheologice identificate, în urma efectuării lucrărilor de amenajare a peșterii. Singurele descoperiri, efectuate prin sondaj arheologic, sunt ilustrate prin trei fragmente ceramice, databile în prima epocă a fierului. Au fost recuperate alte fragmente ceramice, databile în epoca modernă, în urma unei cercetări de suprafață, efectuată în jurul peșterii. 